# Thomas Thorild
Thomas Thorild (18. dubna 1759, farnost Svarteborg, Bohuslän – 1. října 1808, Greifswald, Švédské Pomořansko, dnes Meklenbursko-Přední Pomořansko) byl švédský básník, prozaik literární kritik, filozof, profesor a knihovník na univerzitě v Greifswaldu. Vystupoval jako radikální osvícenec svou vírou ve vědění, ale svými poetickými metodami i vzpourou proti literárním a společenským konvencím patří mezi představitele preromantismu. Je také považován za prvního švédského feministu.

## Život
Narodil se v rodině okresního úředníka Jönse Olssona Thoréna. Ve dvou letech osiřel. Nejprve ho vychovávali prarodiče a pak starší bratr. Navštěvoval gymnázium v Göteborgu  a v roce 1775 se stal studentem práva, filozofie a estetiky na Lundské univerzitě, studium však nedokončil. Pobyt na univerzitě měl ale velký vliv na jeho budoucí názory. Seznámil se s básníkem Bengtem Lidnerem, ovlivnil jej panteismus Barucha Spinozy a jeho oblíbeným autorem se stal Goethe. K dalším autorům, kteří jej silně ovlivnili, patřil John Milton svým Ztraceným rájem, Jean-Jacques Rousseau, Edward Young svým Nočním rozjímáním a James Macpherson díky své literární mystifikaci Ossianovy zpěvy.

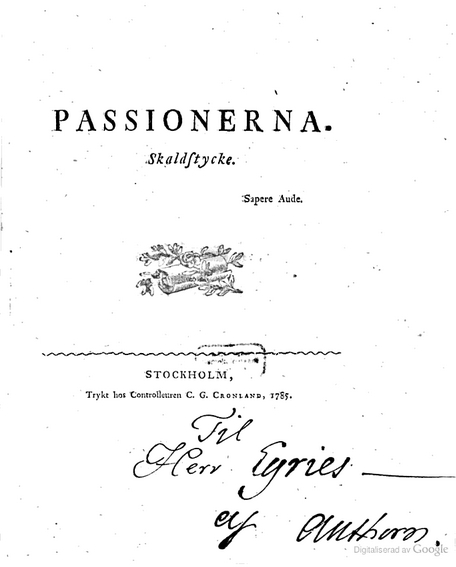
Vydání básně Vášně (Passionerna) z roku 1785

Roku 1781 odjel do Stockholmu, kde do literární soutěže přihlásil svou filozofickou báseň v hexametrech Vášně (Passionerna), ve které nastínil své panteistické a metafyzické pojetí přírody. Báseň získala čestné uznání, ale podle některých kritiků je její bohaté filozofické poselství bohužel vyjádřeno neobratným a okázalým stylem. Báseň také vyvolala vleklý spor se zastáncem osvícenských literárních forem Johanem Henricem Kellgrenem.
Roku 1784 založil ve Stockholmu časopis Den nye Granskaren (Nový průzkumník), ve kterém kritizoval vliv francouzského klasicismu na švédskou kulturu a hájil nové prvky nastupujícího romantismu v dílech německých a anglických preromantiků. Časopis ale vycházel jen čtyři měsíce.
Roku 1785 si změnil příjmení na Thorild,  což ve staré  švédštině znamená Thorův plamen Toto jméno podle jeho názoru lépe odpovídalo jeho sebevědomé a energické povaze a snaze reformovat svět. Obhajoval demokratická práva, požadoval sociální reformy a svobodu tisku a byl také zastáncem práv žen. Jeho politickou vizí byla světová republika řízená génii, mezi které řadil i básníky jako kněze ve službách pravdy a přírody. Roku 1786 pak vydal báseň Zloba (Harmen), ve které kritizoval kněze a náboženství a popsal setkání s bohem Thórem, jenž mu dal část svého blesku a učinil ho zastáncem vzdoru.
Roku 1887 se přestěhoval do Uppsaly, aby zde na místní univerzitě dokončil studium práv. V březnu roku 1788 získal bakalářský titul, ale ve studiu již nepokračoval a na podzim tohoto roku odjel do Anglie s nadějí, že zde jeho reformní program získá příznivější přijetí. V Anglii napsal anglicky několik spisů, například Obnovené pravé nebeské náboženství (1790, True Heavenly Religion Restored), ve kterém se výrazně projevil vliv teologa a mystika Emanuela Swedenborga, nebo Kázání kázání (1790, The Sermon of Sermons), kde ostře kritizoval církevní křesťanství.
Jeho naděje vkládané do Anglie se nenaplnily, a tak se po dvou letech vrátil zpět do Švédska. Ve spisu Kritika kritiků (1791, En kritik över kritike) vyjádřil své kritické a estetické názory, kdy od autora vyžadoval umění upoutat čtenáře a od kritika stimulující hodnocení, a opět rozvířil svůj spor s Johanem Henricem Kellgrenem. Jeho polemika však byla zbytečná, protože Kellgren již také odmítal dogmatické uplatňování klasicistních pravidel.
Roku 1792 napsal pod vlivem Francouzské revoluce spis O svobodě obecného rozumu (Om det allmänna förståndets frihet) s předmluvou nazvanou Počestnost  (Ärligheten). Ve spisu požadoval svobodu tisku, zrušení cenzury a odstraněníí stavovského uspořádání parlamentu. V napjatém ovzduší po zavraždění krále Gustava III. byl spis zabaven, Thorild zatčen a nakonec odsouzen na čtyři roky do vyhnanství.
Thorild nejprve odjel do Kodaně, kde vydal malé feministické dílo O přirozené vznešenosti ženského pohlaví (1793, Om Qvinnokönets naturliga höghet) a také spis Harmonie aneb obecný plán pro osvícený a pravdivý milostný vztah (1793,Harmonien eller allmän plan för en upplyst och äkta kärleksförening), který je jakousi praktickou filozofií manželství.

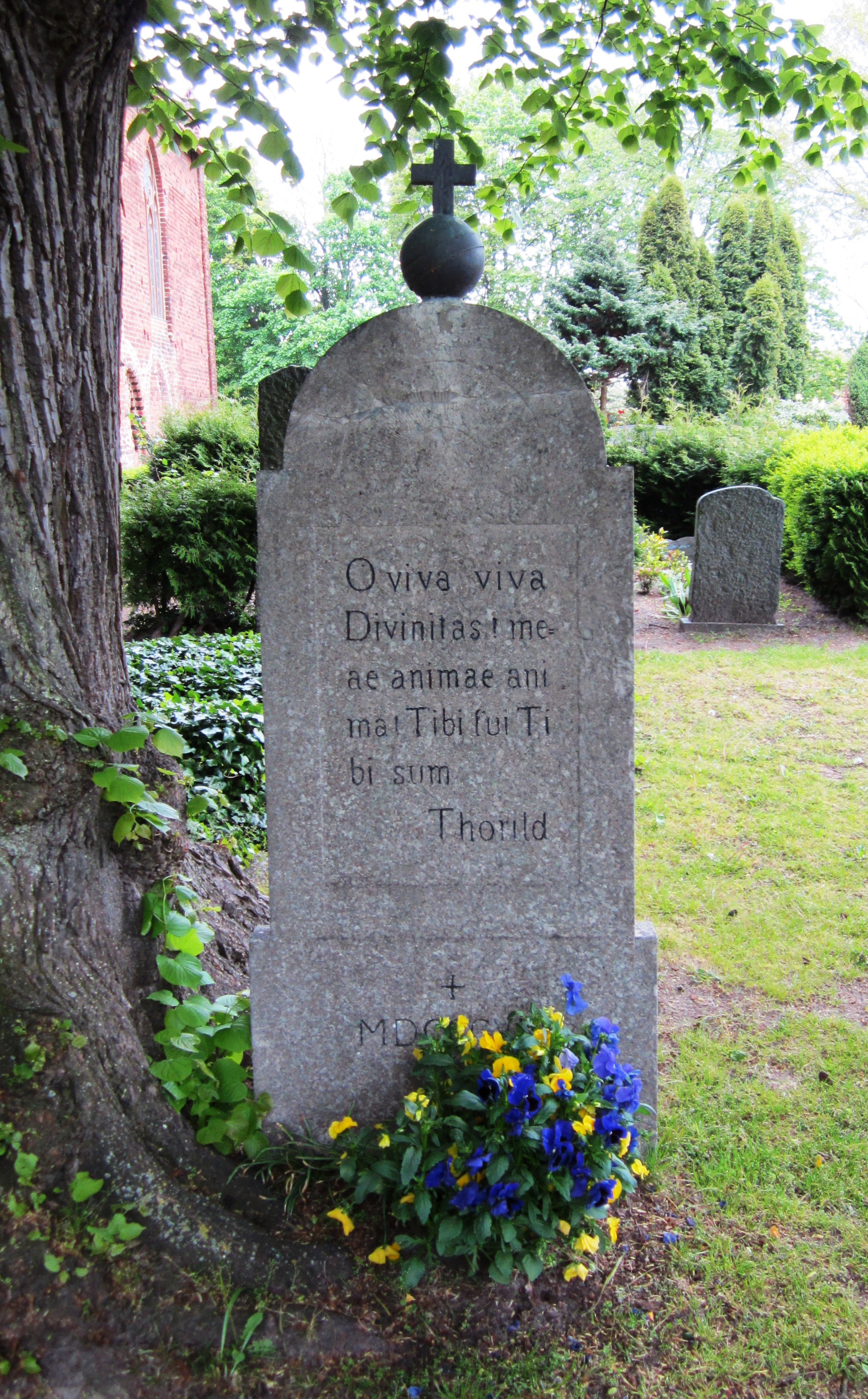
Thorildův hrob v Neuenkirchenu

Ještě roku 1793 odjel z Kodaně do Hamburku a nakonec se usadil v Lübecku. Jeho názory na Francouzskou revoluci se začaly pod vlivem jakobínského teroru měnit. Výsledkem této změny byl čtyřdílný spis Právo čili věčné zákony veškeré společnosti (1794–95, Rätt, eller alla samhällens eviga lag), ve kterém opustil Rousseauovu doktrínu o právu „lidové vůle“ a došel k názoru, že tyranie mas je stejně utlačující jako tyranie králů.
Od roku 1795 působil v Greifswaldu, který tehdy patřil Švédsku. Zde se stal knihovníkem a profesorem na tamější univerzitě a roku 1797 zde získal titul magistra filozofie. Přestal psát ve švédštině a jeho činnost se poté soustředila pouze na Německo. Roku 1797 se také oženil s Gustavou Carolinou Steilich von Kowsky. Věnoval se vědě, přednáškám a psaní. Ze spisů tohoto období je nejvýznamnější latinské dílo Maximum Seu Archimetria (1799), které se zabývá matematikou (geometrií, algebrou, trigonometrií a diferenciálním a integrálním počtem).
V letech 1805-1806 vznikly jeho nejlepší básně Zpěvy gótských mužů (Göthamannasånger) vydané ař po jeho smrti roku 1819, které svou mužnou, přímočarou srdečností připomínají poezii starých Gótů a aforistickou formou vyjadřují některé jeho politické teorie.
Kromě básni psal také prozaická díla, ve kterých se oprostil od abstraktní dobové rétoriky, zbavil se syntaktické strnulosti a stylisticky se přiblížil k hovorovému jazyku, čímž přejímal moderní realismus.
Thorild zemřel po krátké nemoci v noci 1. října 1808 v Greifswaldu a byl pohřben na nedalekém venkovském hřbitově u kostela v Neuenkirchenu. Jeho hrob byl v roce 1889 zrekonstruován na náklady Švédské akademie.
Thorild je považován za předchůdce radikální politické literatury. Jeho význam spočívá především v tom, že upozornil veřejnost i své odpůrce na nové úhly pohledu v oblasti filozofie a vědy. Díky své originální, silné osobnosti a jako zastánce nových emocionálních a intelektuálních proudů, které předcházely a připravovaly otřesy v Evropě, je zajímavější a důležitější jako filozof než jako spisovatel. Spolu se svým současníkem Bengtem Lidnerem je představitelem prvního předromantického hnutí ve Švédsku.  

## Ocenění

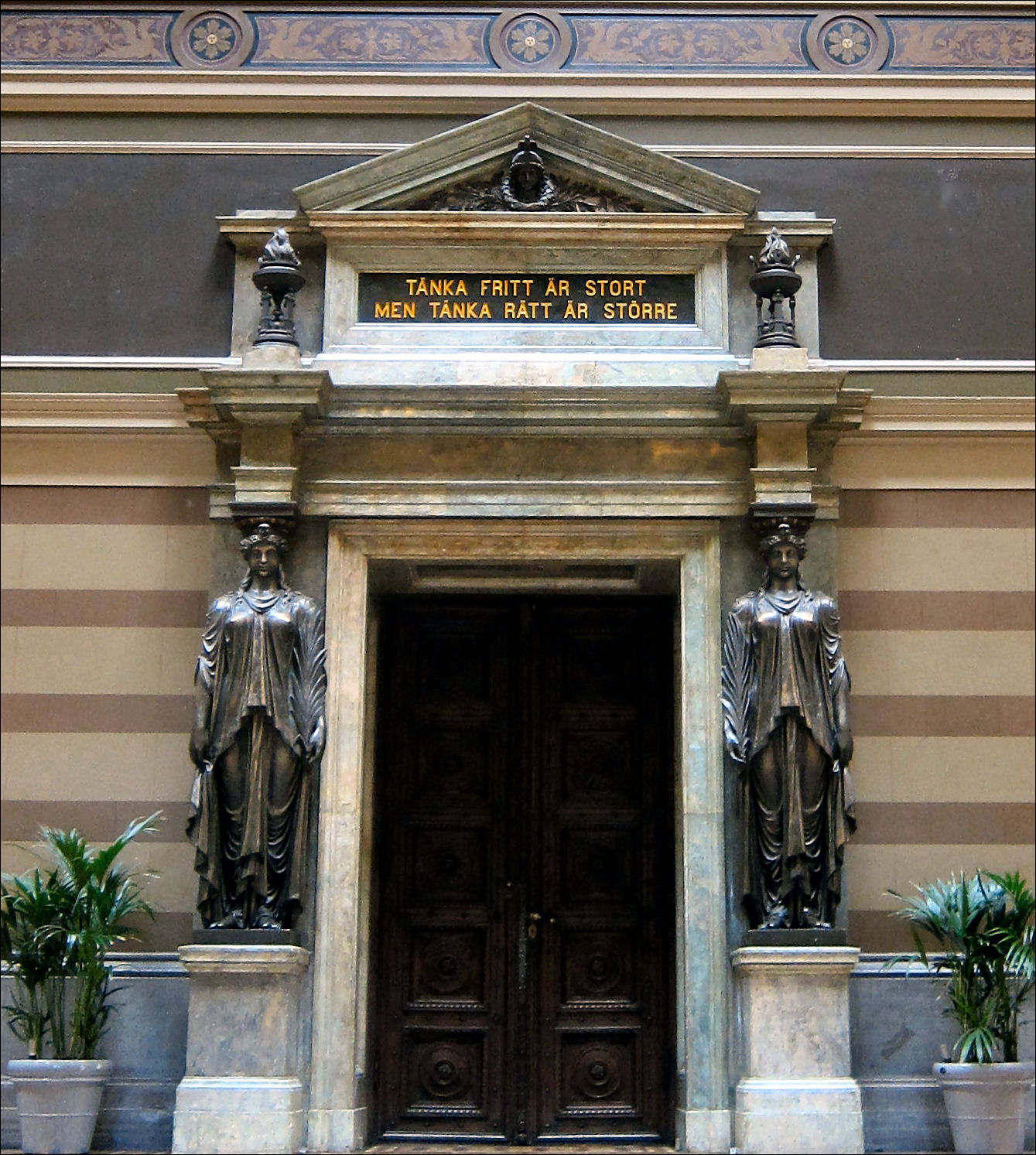
Thorildův citát na budově Uppsalské univerzity

V hlavní budově Uppsalské univerzity je nad vchodem do auditoria od roku 1887 uveden jeho citát z knihy Právo čili věčné zákony veškeré společnosti „Svobodné myšlení je důležité, ale správné myšlení je ještě důležitější“.
V Thorildově rodišti, jen něco málo přes kilometr severoseverozápadně od kostela ve Svarteborgu , se nachází pamětní kámen k 200. výročí Thorildovy smrti.
V roce 2007 byla založena Společnost Thomase Thorila (Thomas Thorild Sällskapet), jejímž účelem je uctít autora a zdůrazňovat jeho myšlenky.

## Výběrová bibliografie
- Vášně (1781, Passionerna), filozofická báseň v hexametrech, ve které autor nastínil své panteistické a metafyzické pojetí přírody.
- Zloba (1786, Harmen), báseň kritizující kněze a náboženství.
- Obnovené pravé nebeské náboženství (1790, True Heavenly Religion Restored), anglický spis, ve kterém se výrazně projevil vliv teologa a mystika Emanuela Swedenborga.
- Kázání kázání (1790, The Sermon of Sermons), anglický spis ostře kritizující církevní křesťanství.
- Kritika kritiků (1791, En kritik över kritike), autorovy kritické a estetické názory.
- Laskavost (1792, Mildheten), obhajoba činnosti regenta vévody Karla namířené proti vrahům krále Gustava III.
- O svobodě obecného rozumu (1792, Om det allmänna förståndets frihet) s předmluvou nazvanou Počestnost (Ärligheten),spis napsaný pod vlivem Francouzské revoluce, za který byl autor odsouzen do vyhnanství.
- O přirozené vznešenosti ženského pohlaví (1793, Om Qvinnokönets naturliga höghet), feministické dílo.
- Harmonie aneb obecný plán pro osvícený a pravdivý milostný vztah (1793,Harmonien eller allmän plan för en upplyst och äkta kärleksförening), praktická filozofie manželství.
- Právo čili věčné zákony veškeré společnosti (1794–95, Rätt, eller alla samhällens eviga lag), čtyřdílný spis, ve kterém autor změnil svůj názor na Francouzskou revoluci, opustil Rousseauovu doktrínu o právu „lidové vůle“ a došel k názoru, že tyranie mas je stejně utlačující jako tyranie králů.
- Svět učenců (1799, Die Gelehrtenwelt), německý filozofický spis napsaný v Greifswaldu.
- Maximum Seu Archimetria (1799), latinský spis napsaný v Greifswaldu, který se zabývá matematikou.
- Zpěvy gótských mužů (Göthamannasånger), básně vzniklé v letech 1805-1806 a vydané až po autorově smrti roku 1819.
- Orpheus Sive Panharmonion (1850), posmrtné vydání latinských dopisů Francouzské akademii, papeži Piu VII. nebo caru Alexandrovi I.[2]